# Sannahed
 (novembre 2021).
Si vous disposez d'ouvrages ou d'articles de référence ou si vous connaissez des sites web de qualité traitant du thème abordé ici, merci de compléter l'article en donnant les références utiles à sa vérifiabilité et en les liant à la section « Notes et références ».
Sannahed est une localité de Suède dans la commune de Kumla située dans le comté d'Örebro.
Sa population était de 419 habitants en 2019.